# Пйотр Стажинський
Пйотр Стажинський (пол. Piotr Starzyński, нар. 22 січня 2022, Катовиці, Польща) — польський футболіст, вінгер клубу «Вісла» (Краків) та молодіжної збірної Польщі.

## Клубна кар'єра
Пйотр Стажинський народився у місті Катовиці. Футбольну кар'єру починав у молодіжній команді клубу «Рух» з Хожува. У 2020 році він перейшов до складу краківської «Вісли», з якою підписав трирічний контракт.
31 січня 2021 року Пйотр дебютував в основі у матчі Екстракласи. А у травні того року забив свій перший гол на професійному рівні.

## Збірна
7 травня 2021 року Пйотр Стажинський отримав перший виклик до лав польської молодіжної збірної.